# Cummingtonite
La cummingtonite (simbolo IMA: Cum) è un minerale non molto diffuso del supergruppo dell'anfibolo, all'interno del quale viene collocato nel "gruppo degli anfiboli con W(OH,F,Cl)-dominante" e da lì al sottogruppo degli anfiboli di magnesio-ferro-manganese; essendo un anfibolo, appartiene agli inosilicati e pertanto alla famiglia minerale dei "silicati", e possiede composizione chimica ☐Mg2Mg5Si8O22(OH)2.
La cummingtonite, la proto-antofillite e l'antofillite, possiedono la stessa composizione chimica: infatti le prime due sono dei dimorfi dell'antofillite.
Inoltre la cummingtonite forma una serie con la grunerite della quale costituisce l'estremo magnesifero.

## Etimologia e storia
La cummingtonite prende il suo nome nel 1824 per opera di Chester Dewey che la chiamò in questo modo per via della sua località tipo, Cummington, nel Massachusetts (Stati Uniti); Dewey non analizzò la specie, ma ne notò l'aspetto fisico insolito.
La descrizione fisica e le analisi chimiche effettive della cummingtonite risalgono al 1831 e successivamente migliorate nel 1853.
Nel 1978 fu pubblicato un rapporto che assegnava alla cummingtonite l'ampio intervallo Mg/(Mg + Fe) = 0,3-0,7, mentre nel 2006 furono stabiliti nuovi "confini" tra cummingtonite e grunerite con un rapporto Mg:Fe2+ = 1:1.
Questo significa che il campione chiamato cummingtonite trovato nella sua località tipo non è più la cummingtonite definita oggi a causa dei nuovi parametri adottati: ciò significa che le proprietà fisiche e chimiche precedentemente attribuite al minerale devono essere considerate non valide.

## Classificazione
La classica nona edizione della sistematica dei minerali di Strunz, aggiornata dall'Associazione Mineralogica Internazionale (IMA) fino al 2009, elenca la cummingtonite nella classe "9. Silicati (germanati)" e da lì nella sottoclasse "9.D Inosilicati"; questa viene ulteriormente suddivisa in base alla struttura cristallina del minerale, in modo tale che la cummingtonite possa essere trovata nella sezione "9.DE Inosilicati con catene doppie di periodo 2, Si4O11; clinoanfiboli" dove forma il sistema nº 9.DE.05.
Tale classificazione resta invariata anche nell'edizione successiva, proseguita dal database "mindat.org" e chiamata Classificazione Strunz-mindat.
Nella Sistematica dei lapis (Lapis-Systematik) di Stefan Weiß la cummingtonite è elencata nella classe dei "silicati" e nella sottoclasse degli "inosilicati", dove si trova nel "gruppo degli anfiboli [con struttura] [Si4O11]6- a due bande; anfiboli Mg-Fe-Mn", dove forma il sistema nº VIII/F.07 insieme a clino-ferri-holmquistite, grunerite, clino-suenoite, clino-ferro-suenoite, clino-holmquistite e clino-ferro-ferri-holmquistite.
Anche la classificazione secondo Dana, usata principalmente nel mondo anglosassone, elenca la cummingtonite nella famiglia dei "silicati"; qui è nella classe degli "inosilicati: catene doppie non ramificate, W=2" e nella sottoclasse "catene doppie non ramificate, configurazione anfibolo W=2" dove forma il "gruppo 1, anfiboli Mg-Fe-Mn-Li (monoclino)" con il numero di sistema 66.01.01 insieme alla ferri-ghoseite e alla clino-holmquistite.

## Abito cristallino
La cummingtonite cristallizza nel sistema monoclino nel gruppo spaziale C2/m (gruppo nº 12) con le costanti di reticolo a = 9,53 Å, b = 18,23 Å, c = 5,32 Å e β = 101,97°, oltre ad avere 2 unità di formula per cella unitaria.

## Origine e giacitura
La cummingtonite è un prodotto del metamorfismo regionale di medio grado, in particolare nelle rocce ricche di ferro sottoposte a fenomeni metamorfici. Può anche essere un minerale che si forma nelle fasi finali di cristallizzazione in alcuni gabbri e noriti, raramente anche in alcune rocce vulcaniche siliciche. È associata ad actinolite, antofillite, arfvedsonite, ferro-actinolite, gedrite, glaucofane, granato, magnesio-arfvedsonite, orneblenda, quarzo e tremolite.
Il minerale è poco comune ed è stato trovato in diversi siti sparsi per il mondo, anche se in scarse quantità. La sua località tipo è segnalata essere in Norvegia.

## Forma in cui si presenta in natura
La cummingtonite è stata scoperta sotto forma di prismi indistinti ad andamento obliquo o masse radiali o fibrose. Il minerale è da trasparente a traslucido con lucentezza vitrea; il colore è verde scuro traslucido, marrone o grigio, ma può essere anche incolore. Il colore del suo striscio è però sempre bianco.